# Westerpunt

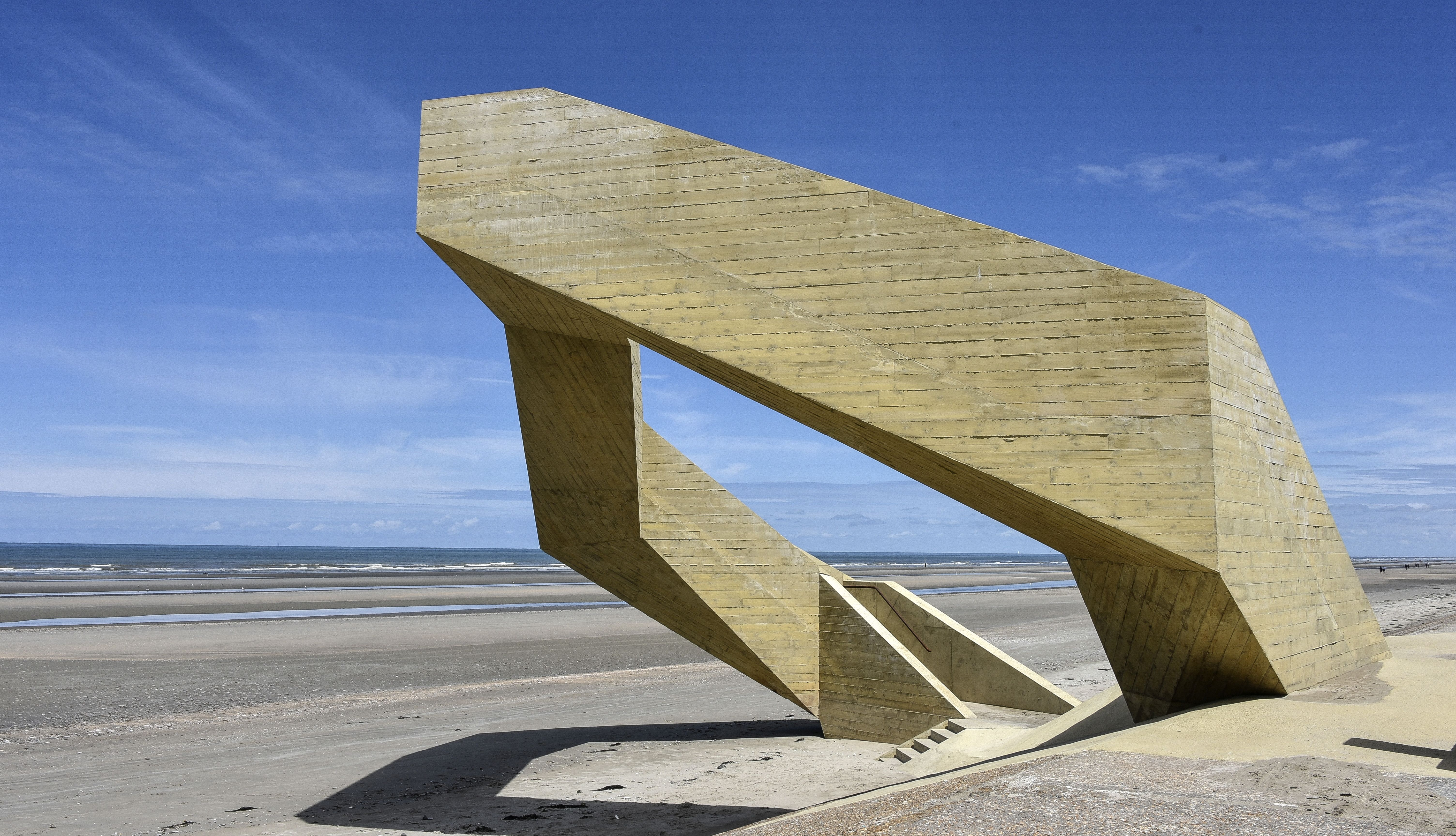

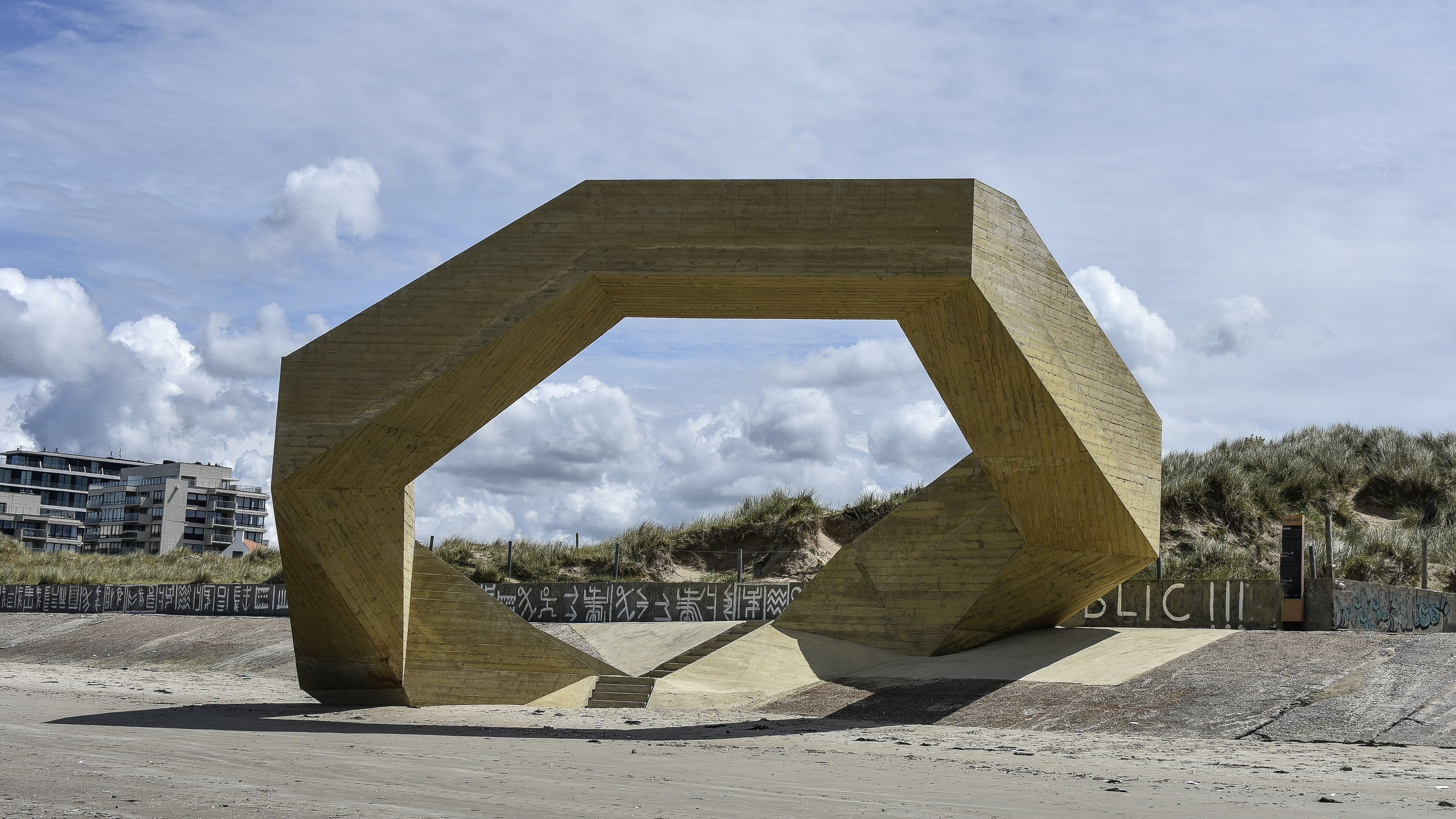

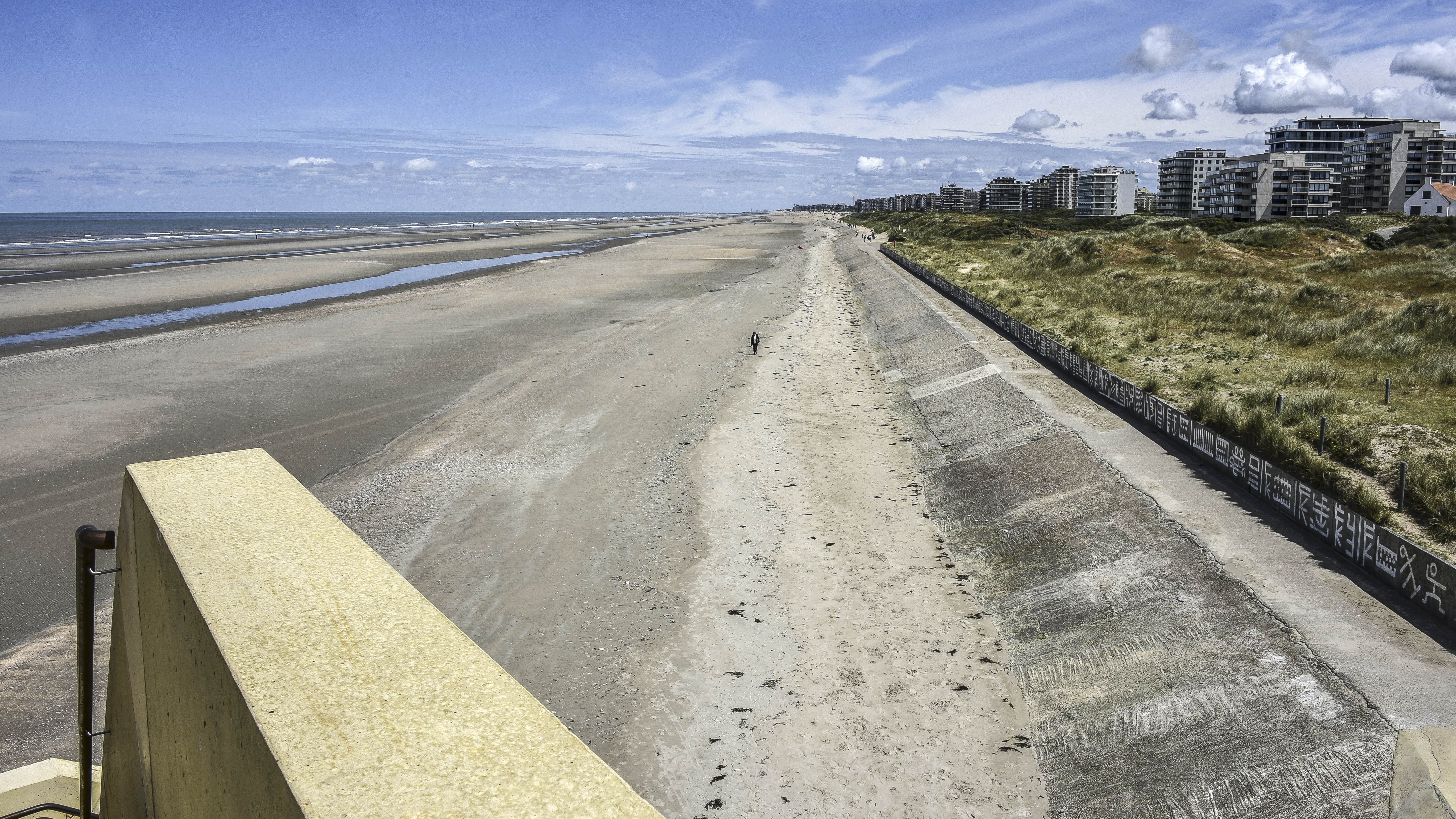

Het Westerpunt is een monument in de Belgische badplaats De Panne gelegen op het meest westelijk punt van de wandeldijk in de gemeente. Het ontwerp van Thomas Hick en Mo Vandenbergh van architectenbureau studioMOTO, ondersteund door stabiliteitsbureau Mouton, werd geconstrueerd door aannemer Furnibo uit Veurne tussen maart 2023 en het voorjaar van 2024. Het werd op 3 mei 2024 plechtig ingehuldigd.
Het uitkijkpunt ligt op het einde van de betonnen duinvoetversterking van het Agentschap Maritieme Dienstverlening en Kust (MDK). Deze duinvoetversterking wordt ook gebruikt als wandeldijk en ligt in het verlengde van de zeedijk. Het uitkijkpunt is toegankelijk via de wandeldijk en via het lager gelegen strand.
De betonnen sculptuur kan beklommen worden. Het beton werd gepigmenteerd in een kleur die verwant is aan het zand. Het grondplan is een uitgerokken vijfhoek, opgebouwd uit vijf trappen, met bordessen gekoppeld, onder een hoek van 108°. Het hoogste punt is een bordes in het verlengde van de derde trap vanaf de strandtoegang dat hoeks op de tweede trap vanaf de dijktoegang staat. De uitkijktoren biedt zicht op het beschermde natuurreservaat De Westhoek, het duinenlandschap, het strand en de zee, bij hoogwater kan de zee tot aan de voet van de toren komen, bij springtij komt een van de twee trapuiteinden onder water.  Hiermee ligt bij hoogwater en zeker bij springtij de fundering onder het waterniveau. Onder de dijk bevinden zich T-vormige funderingsbalken, in een waterdichte stalen bak, die de ‘ring’ vervolledigen en deze verbinden met drie palengroepen. De werken werden op 21 maart 2023 gestart met het heien van 16 funderingspalen van 18 meter diep na een eerste spadesteek van burgemeester Bram Degrieck en provinciaal gedeputeerde Sabien Lahaye-Battheu.
De sculptuur werd in april 2020 geselecteerd als laureaat van een wedstrijd waarvoor zestig bureaus zich inschreven. In maart 2021 werd het ontwerp goedgekeurd door het gemeentebestuur.
Het project kadert binnen de Oproep WinVorm, een platform voor vernieuwende ingrepen in de openbare ruimte, en bestaat uit twee creaties. Op de grens van de Houtsaegerduinen, iets verderop in de wijk d'Achte, werd op 26 mei 2024 een in vormgeving en materiaalkeuze aansluitend rust- en informatiepunt Duinenpr8 uitgebouwd, eveneens een ontwerp van studioMOTO en gerealiseerd door Furnibo. Oproep WinVorm is een samenwerking tussen de Provincie West-Vlaanderen, de intercommunales WVI en Leiedal en de Vlaams Bouwmeester die ondersteunt bij snelle procedures voor toekomstige publieke opdrachtgevers bij publieke bouwopdrachten, en zo architecturale kwaliteit en goed opdrachtgeverschap wilt leveren.
Het past ook in het project Horizon 2025 uitkijkpunten van de Provincie West-Vlaanderen en Westtoer, een autonoom provinciebedrijf dat toerisme in de provincie tracht te bevorderen door promotie. In het kader van Horizon 2025 worden uitkijkpunten gerealiseerd in het landschap van West-Vlaanderen, ofwel door creatie van nieuwe constructies, ofwel door het publiek openstellen van bestaande bouwwerken die een uitkijkpunt bieden.